# Anna Bonitatibus
Anna Bonitatibus (Potenza, ...) è un mezzosoprano italiano, nota per le sue interpretazioni delle opere di Gioachino Rossini, Wolfgang Amadeus Mozart, Georg Friedrich Händel.  È diplomata in pianoforte e canto.

## Repertorio
Nella sua carriera ha interpretato le seguenti opere liriche :
- Claudio Monteverdi:
  - Il ritorno d'Ulisse in patria;
  - L'incoronazione di Poppea;
  - L'Orfeo.
- Francesco Cavalli: L'Ercole amante[2][3]
- Henry Purcell: Dido and Eneas.
- Antonio Vivaldi:
  - Il Bajazet (Tamerlano);
  - Griselda..
- Georg Friedrich Händel;
  - Tamerlano;
  - Giulio Cesare;
  - Agrippina;
  - Il trionfo del Tempo e del Disinganno[4] (oratorio);
  - Alcina;
  - Tolomeo;
  - Deidamia;
  - Orlando;
- Giovanni Battista Pergolesi:
  - L'Olimpiade;
  - Il Flaminio;
  - Stabat Mater.
- Christoph Willibald Gluck: Orphée et Euridice.[5]
- Giovanni Paisiello: L'amor contrastato (La Molinara).
- Domenico Cimarosa:
  - L'Olimpiade;
  - Gli Orazi e i Curiazi;
  - Il marito disperato (Il marito geloso).
- Wolfgang Amadeus Mozart:
  - La clemenza di Tito;
  - Le nozze di Figaro,[6]
  - Don Giovanni, ossia Il dissoluto punito;
  - Lucio Silla;
  - Così fan tutte, ossia La Scuola degli Amanti;
  - Messa di Requiem[7];
  - Davide penitente K 469;
  - Messa in Do[non chiaro].
- Gioachino Rossini[8]
  - La Cenerentola;
  - Il barbiere di Siviglia,[9];
  - L'italiana in Algeri;
  - Le Comte Ory;
  - Il viaggio a Reims;
  - Petite messe solennelle;
  - Stabat Mater;
  - Giovanna D'Arco.
- Gaetano Donizetti:
  - Lucrezia Borgia;
  - Enrico di Borgogna
- Vincenzo Bellini:
  - I Capuleti e i Montecchi;
  - Norma.
- Jacques Offenbach: Les Contes d'Hoffmann.
- Jules Massenet: ' Werther'.'
- Richard Strauss: Ariadne auf Naxos.
- Maurice Ravel: L'Enfant et les sortilèges.

## Discografia[10]
RCA/Sony
Un Rendez-vous. Ariette e Canzoni / Rossini—CD
DHM/Sony
L'infedeltà costante/ Haydn -- CD
DG
Tolomeo/ Handel -- CD
Virgin
Deidamia/ Handel -- CD
Hardy Classic
Barbiere di Siviglia/ Rossini -- DVD
Oehms
Davide penitente/ Mozart -- CD
Virgin
Lettere amorose/ Scarlatti -- CD
Archiv
Andromeda liberata/ Vivaldi -- CD
Avie/ Abeille
Tamerlano/ Handel -- CD DVD